# Nuevo Mitontic
Nuevo Mitontic är en ort i Mexiko.   Den ligger i kommunen Villa Corzo och delstaten Chiapas, i den sydöstra delen av landet, 700 km sydost om huvudstaden Mexico City. Nuevo Mitontic ligger 1 136 meter över havet och antalet invånare är 131.
Terrängen runt Nuevo Mitontic är kuperad. Runt Nuevo Mitontic är det ganska glesbefolkat, med 24 invånare per kvadratkilometer. Närmaste större samhälle är Villa Corzo, 19,6 km nordost om Nuevo Mitontic. I omgivningarna runt Nuevo Mitontic växer i huvudsak städsegrön lövskog.